# Kościół św. Augustyna w Sansepolcro
Kościół św. Augustyna w Sansepolcro - budowla sakralna, znajdująca się przy via XX Settembre w Sansepolcro, we Włoszech. Zbudowany w 1203 jako Pieve di Sanata Maria Assunta, w 1555 zmienił nazwę na obecną, wtedy to bowiem przybyli tu augustianie. Oni to, między 1580 a początkiem XVII w., zbudowali tu konwent.
Obecny wygląd kościoła jest efektem przebudowy dokonanej w latach 1771–1785, według projektu architekta Vincenzo Righi z Camerino.
Aż do 1771 było tu czczone Święte Oblicze (wł. Volto Santo), przeniesione później do katedry, a którego kult udokumentowany jest począwszy od 1343.
W fasadzie kościoła zachował się szesnastowieczny kamienny portal. Jedynym elementem pierwotnej, trzynastowiecznej budowli jest romańska dzwonnica, na którą została przekształcona średniowieczna wieża. 
Pod głównym ołtarzem przechowywana jest drewniana trumna z XVII w., zawierająca szczątki bł. Angelo z Sansepolcro, pochodzącego być może z rodu Scarpetti, zmarłego w 1306. Jego kult został zaaprobowany przez Kościół w 1921.